# Ostrožac na Uni
Ostrožac na Uni je naseljeno mjesto u gradu Cazinu, Federacija Bosne i Hercegovine, BiH.
Nalazi se u podnožju starog grada Ostrošca, na lijevoj obali Une.

## Stanovništvo

### 1991.
Nacionalni sastav stanovništva 1991. godine, bio je sljedeći:
ukupno: 136
- Muslimani - 130
- Jugoslaveni - 6

### 2013.
Nacionalni sastav stanovništva 2013. godine, bio je sljedeći:
ukupno: 100
- Bošnjaci - 88
- Hrvati - 6
- ostali, neopredijeljeni i nepoznato - 6